# Каза Масоне (Павија)
Каза Масоне је насеље у Италији у округу Павија, региону Ломбардија.
Према процени из 2011. у насељу је живело 25 становника. Насеље се налази на надморској висини од 340 м.